# إريك بريتون
إريك بريتون (بالفرنسية: Eric Breton)‏ هو ملحن فرنسي، ولد في ديسمبر 1954 في أفينيون في فرنسا.

## وصلات خارجية
- إريك بريتون على موقع IMDb (الإنجليزية)
- إريك بريتون على موقع ميوزك برينز (الإنجليزية)
- إريك بريتون على موقع ديسكوغز (الإنجليزية)
- إريك بريتون على موقع قاعدة بيانات الفيلم (الإنجليزية)

- الموقع الرسمي